# Chase Buford
Chase Robert Buford (San Antonio, 25 ottobre 1988) è un allenatore di pallacanestro ed ex cestista statunitense.

## Biografia
È il figlio del dirigente sportivo R.C. Buford, general manager dei San Antonio Spurs.

## Carriera
Dopo aver vinto il titolo NCAA 2008 con i Kansas Jayhawks, dal 2012 al 2015 lavora come scout per gli Atlanta Hawks, mentre dal 2015 al 2017 è nello staff tecnico dei Chicago Bulls. Nei due anni successivi è vice allenatore di Erie BayHawks e Delaware Blue Coats in G League; il 29 luglio 2019 diventa il nuovo head coach dei Wisconsin Herd.
Il 25 giugno 2021 sostituisce Adam Forde sulla panchina dei Sydney Kings, firmando un contratto pluriennale. Al termine della prima stagione con il club australiano vince il titolo nazionale, il primo dopo 17 anni per la squadra di Sydney.

## Palmarès

### Giocatore
- Campionato NCAA: 1

Kansas Jayhawks: 2008

### Allenatore
- Campionato australiano: 2

Sydney Kings: 2021-2022, 2022-2023